# بطاري (كبغيان)
بطاري (بالفارسية: بطاری) هي قرية تقع في إيران في قسم كبغيان الريفي. يقدر عدد سكانها بـ 200 نسمة بحسب إحصاء 2016.